# 普布利乌斯·弗莱维厄斯·维盖提乌斯·雷纳特斯

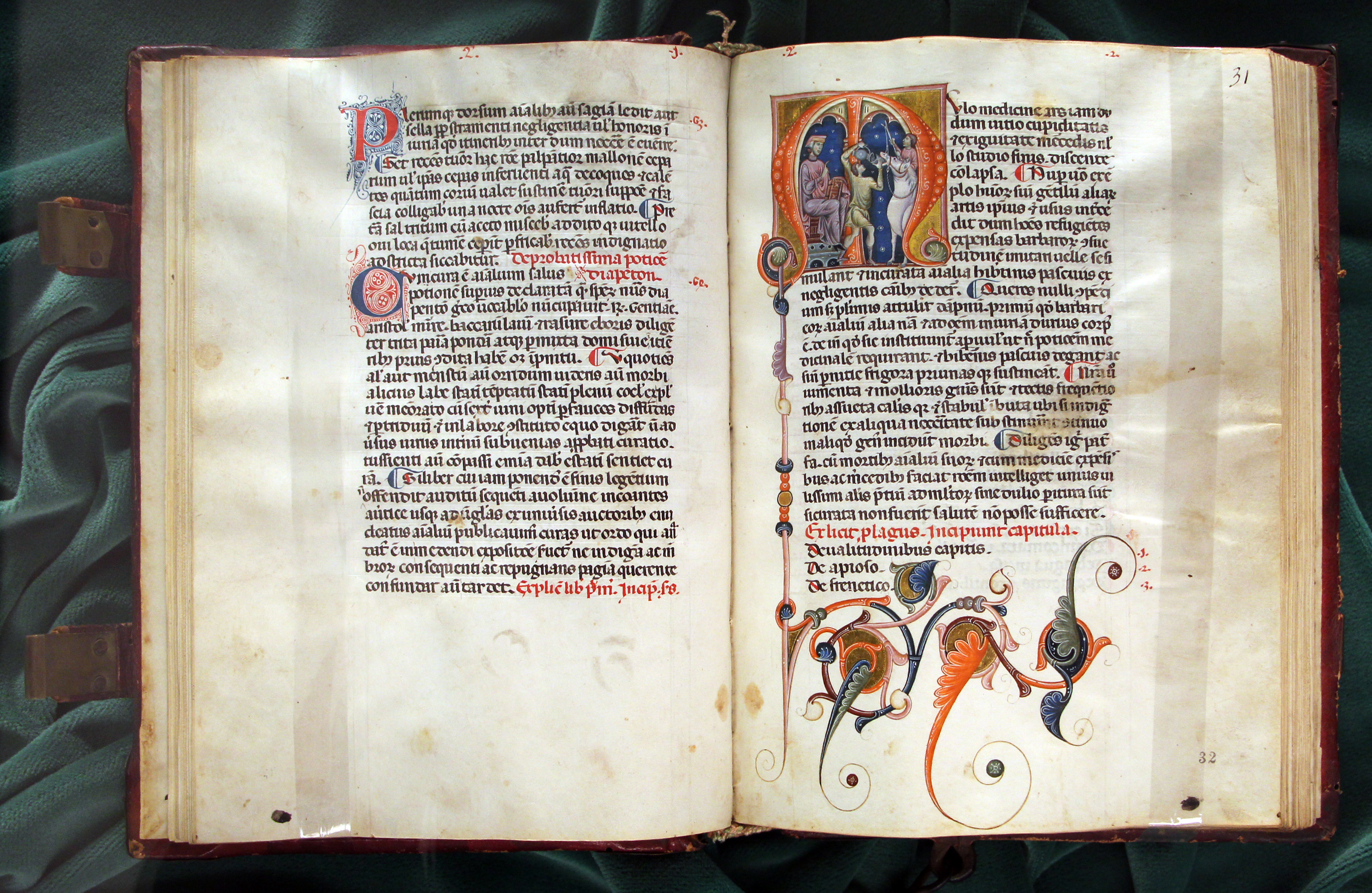
Mulomedicina (1250-1375 ca., Biblioteca Medicea Laurenziana, pluteo 45.19)

普布利乌斯·弗莱维厄斯·维盖提乌斯·雷纳特斯（Publius Flavius Vegetius Renatus），约活动于公元4世纪后半期。著有关于古罗马军事体制论著《论军事》，凡四卷。尽管他非军人而是文职人员，但其军事著作自中世纪起即已经受到极大关注。